# اسفند ۱۳۹۱
اسفند ۱۳۹۱، دوازدهمین ماه سال ۱۳۹۱ هجری خورشیدی است.
آغاز آن سه‌شنبه: ‌۱ اسفند ۱۳۹۱ (۱۹ فوریه ۲۰۱۳ میلادی)

## ۱ اسفند ۱۳۹۱
- ویکی‌پدیای فارسی سیصدهزار مقاله شد

تعداد مقالات دانشنامهٔ آزاد ‏ویکی‌پدیای فارسی، روز سه‌شنبه ‏‏۱۹ فوریهٔ ۲۰۱۳ (‏۱ اسفند ۱۳۹۱) به سیصدهزار رسید. سیصدهزارمین مقالهٔ آن ‏بهمن ۱۳۹۱ بود که در ‏‏۱۹ فوریهٔ ۲۰۱۳، ساعت ۰۹:۴۷ ایجاد شد.
ویکی‌پدیای فارسی با رسیدن به ۳۰۰،۰۰۰ مقاله در جایگاه هجدهمین ویکی‌پدیای پرمقاله، پس از به ترتیب ویکی‌پدیاهای انگلیسی، آلمانی، فرانسوی، هلندی، ایتالیایی، اسپانیایی، لهستانی، روسی، ژاپنی، سوئدی، پرتغالی، چینی، ویتنامی، اوکراینی، کاتالانی، نروژی بوکمال و فنلاندی قرار داشت. در مقایسهٔ آماری، ویکی‌پدیای فارسی از نظر ژرفای دانشنامه (تعداد ویرایش‌ها در نوشتارها)، با داشتن شاخص ژرفای ۱۴۱، جایگاه هفتم در میان دانشنامه‌های دارای بیش از صدهزار مقاله می‌باشد، که جایگاه مناسبی است. 